# Carl Bonde (1872–1957)
Carl Gustaf Bonde af Björnö, född 28 april 1872 på Hörningsholms slott i Mörkö församling, Stockholms län, död där 13 juni 1957, var en svensk greve, militär, hovstallmästare och dressyrryttare.

## Biografi
Bonde var son till godsägaren, greve Gustaf Fredrik Bonde af Björnö och dennes engelska hustru Ida Horatia Charlotta Marryat. Han blev underlöjtnant vid Livregementets husarer (K 3) 1894 och erhöll avsked som ryttmästare i reserven 1910. Han hade då året innan blivit stallmästare vid hovet och avancerade 1916 till hovstallmästare 1916, en post han sedan innehade i flera decennier.
Bonde var en framstående dressyrryttare och blev olympisk guldmedaljör i Olympiska sommarspelen 1912 i Stockholm på hästen Emperor. Han ingick också i det svenska lag som vann silvermedaljerna vid Olympiska sommarspelen 1928 i Amsterdam, då på hästen Ingo.
Bonde innehade en lång rad gods såsom fideikommiss, däribland Hörningsholms slott i Södermanland samt Katrineholm, Bordsjö, Askeryd och Herrestad i Småland.
Bonde var gift och skild två gånger. Han var gift första gången 1896–1919 med Blanche Dickson (1875–1960), dotter till James Fredrik Dickson och Blanche Dickson. Bonde var gift andra gången 1920–1941 med Ebba Wallenberg (född 1896), dotter till bankmannen vice häradshövding Marcus Wallenberg och Amalia Hagdahl. I det första äktenskapet fick Bonde bland andra sönerna Carl C:son Bonde, överste, och Thord Bonde, arméchef, samt i det senare Peder Bonde, kammarherre och verksam i Wallenberg-sfären.

## Utmärkelser

### Svenska utmärkelser
- Konung Gustaf V:s jubileumsminnestecken med anledning av 90-årsdagen, 1948.[6]
- Konung Gustaf V:s jubileumsminnestecken med anledning av 70-årsdagen, 1928.[6]
- Kommendör av första klassen av Vasaorden, 31 december 1948.[7]
- Kommendör av andra klassen av Vasaorden, 16 juni 1928.[8]
- Riddare av första klassen av Vasaorden, 1917.[9]
- Riddare av första klassen av Svärdsorden, 1919.[10]

### Utländska utmärkelser
- Storofficer av Lettiska Tre Stjärnors orden, tidigast 1928 och senast 1931.[11][12]
- Riddare av andra klassen av Ryska Sankt Annas orden, senast 1915.[13]
- Riddare av Belgiska Leopoldsorden, senast 1915.[13]
- Första klassen av Belgiska Militärkorset, senast 1915.[13]
- Officier d'Académie av Franska Akademiska palmen, senast 1915.[13]